# Fuks 2
Fuks 2 – polska komedia sensacyjna z 2024 roku w reżyserii Macieja Dutkiewicza, stanowiąca bezpośrednią kontynuację filmu z 1999 roku. Zdjęcia kręcono w Warszawie w lipcu 2021 roku. Premiera odbyła się 12 stycznia 2024 roku. Równolegle z filmem powstał również serial rozszerzający wątki z produkcji kinowej.

## Obsada
- Maciej Stuhr – Aleks Stawicki
- Janusz Gajos – oficer Mazur
- Sonia Bohosiewicz – Joanna Konieczny
- Maciej Musiał – Maciek Stawicki, syn Aleksa
- Paulina Gałązka – Anna Bychawska, żona Mirosława
- Katarzyna Sawczuk – Julia Bychawska, córka Mirosława
- Cezary Pazura – Mirosław Bychawski
- Mateusz Rusin – asystent Bychawskiego
- Tomasz Dedek – „Profesor”
- Mariusz Zaniewski – ochroniarz Benek
- Mariusz Jakus – Olo Cywil
- Marcel Borowiec – recepcjonista
- Czesław Majewski – staruszek w kasynie
- Ewa Decówna – staruszka w kasynie
- Klara Bielawka – reporterka
- Piotr Biernat – lekarz
- Justyna Czerczak – pielęgniarka
- Paweł Ferens – dyrektor
- Paweł Janyst – informatyk
- Wojciech Majchrzak – komornik
- Jacek Patorski – ochroniarz „Szpadel”
- Adam Adamonis – steward
- Maksymilian Michasiów – „Yeti”
- Adam Berezowski – ochroniarz z kasyna
- Marcin Zarzeczny – kelner
- Radosław Chabowski – policjant
- Dariusz Kruszewski – kierowca bentleya
- Anna Kapusta – Marlena
- Olga Mikołajczyk – kasjerka w kasynie
- Małgorzata Brych – krupierka w kasynie
- Mirosław Cyran – krupier w kasynie
- Jacek Galicki – gracz w kasynie
- Nadzieja Niedźwiedzka – barmanka
- Shivamkumar Dhangan – Malezyjczyk
- Pradeep Kumar – Malezyjczyk
- Andrzej Mamcarz – prokurator Czarnecki (nie wymieniony w napisach)[2][3]